# Pseudoseisura gutturalis
El cacholote pardo (Pseudoseisura gutturalis), también denominado caserote pardo, es una especie de ave paseriforme de la familia Furnariidae perteneciente al género Pseudoseisura. Es endémica de Argentina.

## Distribución y hábitat

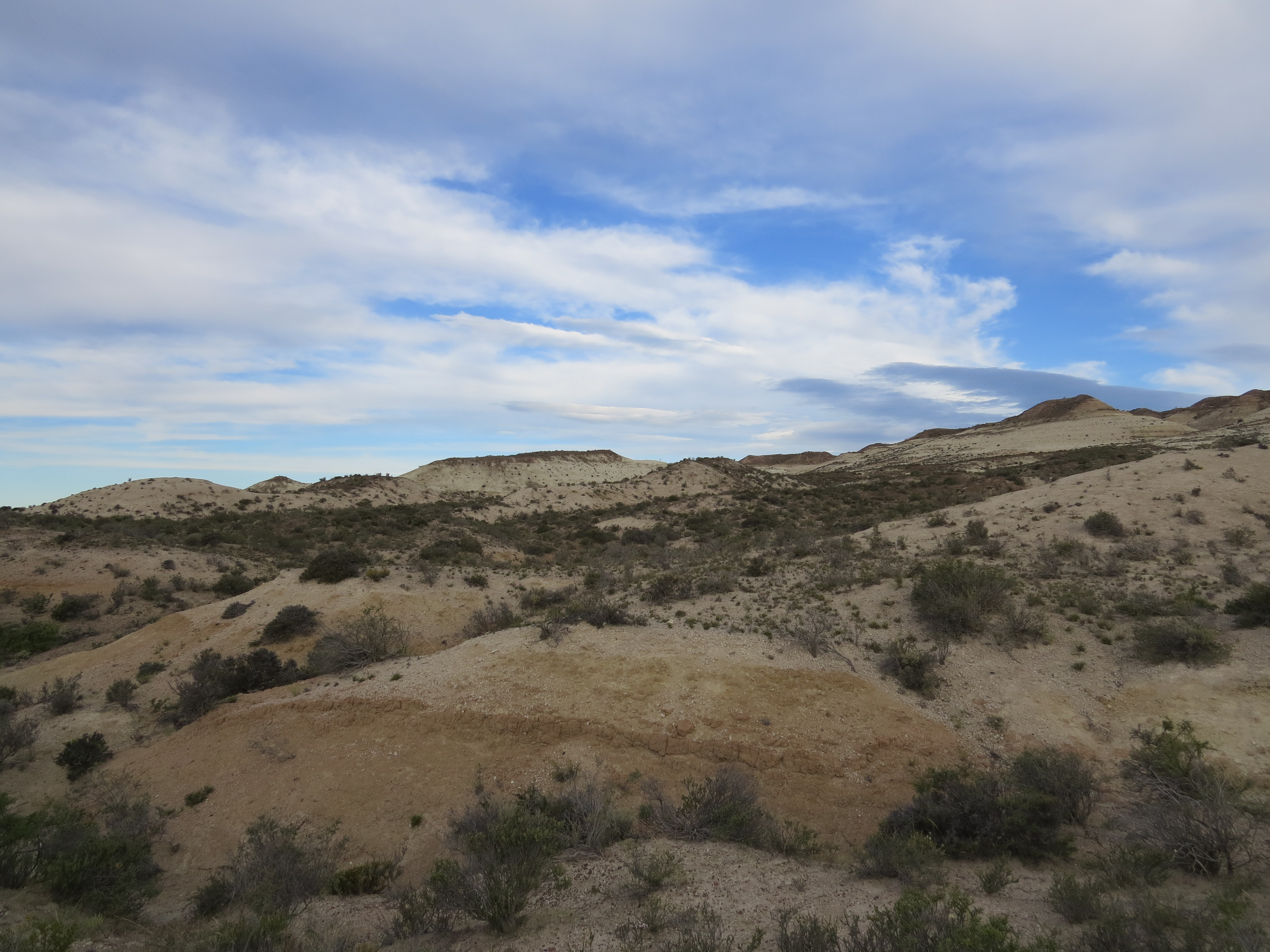
La estepa patagónica argentina, ejemplo de hábitat de la especie.

Se distribuye desde las laderas y valles andinos en la provincia de Salta en el norte de Argentina hasta el noreste de la provincia de Santa Cruz en la Patagonia.
Esta especie es considerada poco común en su hábitat natural: el monte bajo seco y la vegetación arbustiva seca hasta los 2900 m de altitud.

## Sistemática

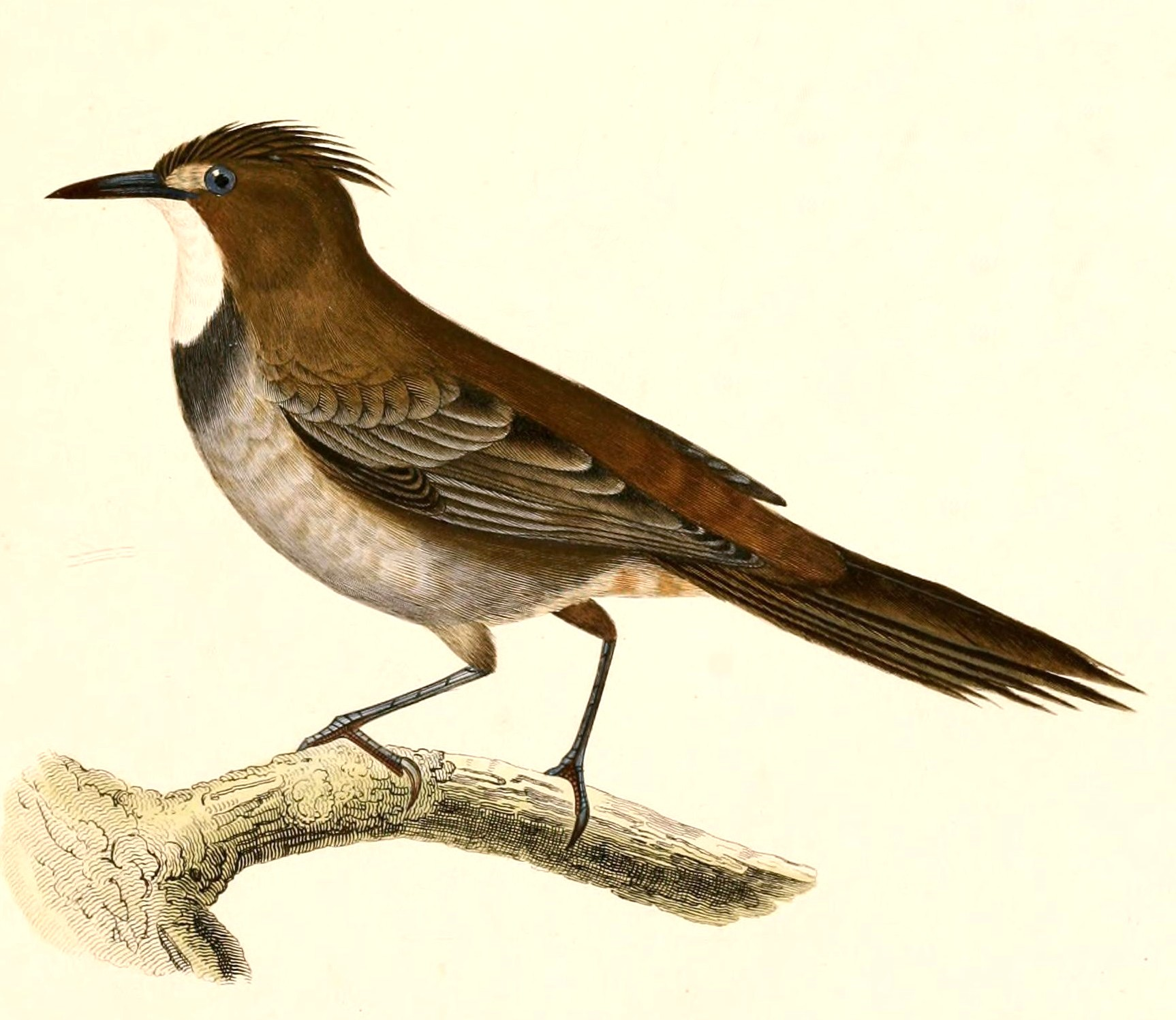
Anabates gutturalis = Pseudoseisura gutturalis, ilustración en d'Orbigny Voyage dans l'Amérique méridionale, 1847.

### Descripción original
La especie P. gutturalis fue descrita por primera vez por los naturalistas franceses Alcide d'Orbigny y Frédéric de Lafresnaye en 1838 bajo el nombre científico Anabates gutturalis; la localidad tipo es: «desembocadura del Río Negro, Patagonia, Argentina».

### Etimología
El nombre genérico femenino «Pseudoseisura» se compone de las palabras del griego «ψευδος pseudos»: falso, y «σεισουρα seisoura»: ave mencionada por Hesiquio y posteriormente identificada como las lavanderas del género Motacilla del Viejo Mundo, significando «falso Motacilla»; y el nombre de la especie «gutturalis», del latín: de la garganta, en referencia a su garganta blanquecina.

### Taxonomía
El género no tiene ningún pariente cercano obvio dentro de su familia. Hay controversias sobre los límites geográficos entre las dos subespecies; se requieren análisis más amplios.

### Subespecies
Según la clasificación del Congreso Ornitológico Internacional (IOC)  se reconocen dos subespecies, con su correspondiente distribución geográfica.
- Pseudoseisura gutturalis ochroleuca Olrog, 1959 - laderas y valles andinos en el norte y centro de Argentina (oeste de Salta hacia el sur hasta San Juan).
- Pseudoseisura gutturalis gutturalis (d’Orbigny & Lafresnaye, 1838) - tierras bajas y laderas del centro de Argentina (Mendoza, La Pampa y sur de Buenos Aires hacia el sur hasta el noreste de Santa Cruz, en la Patagonia).

La clasificación Clements Checklist/eBird v.2019 no reconoce subespecies.